# Aziza Jalal

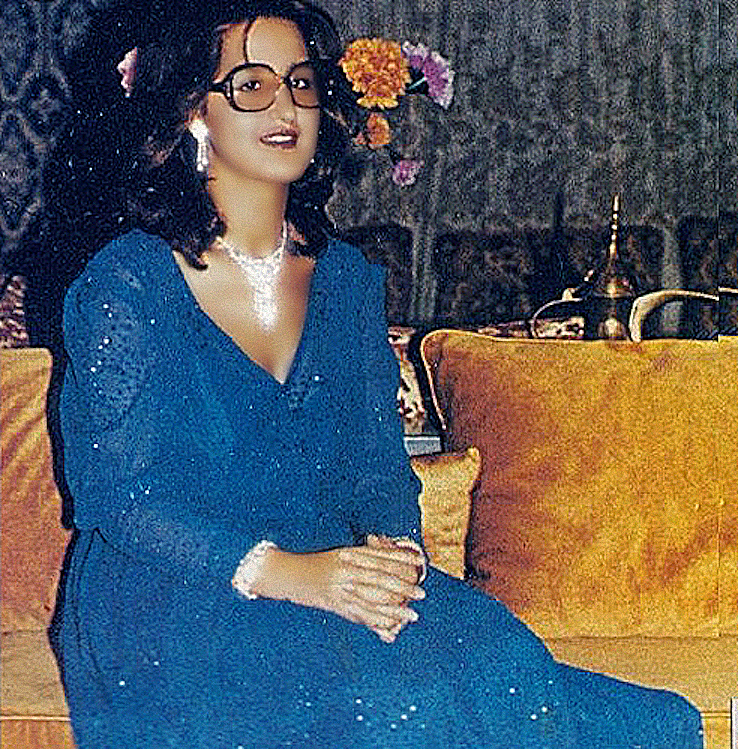
Aziza Jalal

Aziza Jalal (arabisch عزيزة جلال, DMG ʿAzīza Ǧalāl; * 15. Dezember 1958) ist eine saudisch-marokkanische   Sängerin.
Jalal wurde in den 1970er Jahren in einer marokkanischen Talentshow entdeckt, aus der auch Samira Saïd und Rajaa Bilmalih hervorgingen. Sie war zwischen 1975 und 1985 eine der populärsten klassischen Sängerinnen in der arabischen Welt und die Lieblingssängerin des Königs Hassan von Marokko. Sie arbeitete mit Produzenten in den Vereinigten Arabischen Emiraten und Ägypten, und Komponisten wie Baligh Hamdi, Riad Al Sunbati und Sayed Makkawi schrieben Songs für sie. Nach der Heirat mit einem saudischen Geschäftsmann gab sie ihre musikalische Laufbahn auf.
Neben der marokkanischen besitzt sie noch die saudische Staatsbürgerschaft.